# Eria odontoglossa
Eria odontoglossa är en orkidéart som beskrevs av Rudolf Schlechter. Eria odontoglossa ingår i släktet Eria och familjen orkidéer. Inga underarter finns listade i Catalogue of Life.